# Isòtops del xenó
El xenó (Xe) natural presenta nou isòtops estables. El (134Xe i el 136Xe poden presentar doble desintegració beta, però com encara no s'ha observat, es consideren estables. El xenó té el segon nombre més alt d'isòtops estables. Només l'estany, amb deu isòtops estables, en té més. A part de les formes estables, s'han estudiat uns quaranta isòtops inestables. El 129Xe es produeix per desintegració beta del 129I (període de semidesintegració: 16 milions d'anys); el 131mXe, el 133Xe, el 133mXe, i el 135Xe són alguns dels productes de fusió tant de l'235U com del 239Pu, i pertant s'usen com a indicadors d'explosions nuclears.
L'isòtop artificial 135Xe és producte de la fissió de l'urani (6,3 %). Té una enorme secció eficaç per a temperatures neutròniques, 2.65×10⁶ barns, per tant actua com a absorbent neutrònic que pot alentir o aturar la reacció en cadena després d'un període d'operació. Això es va descobrir en els primers reactors nuclears. Afortunadament els dissenyadors havien fet provisions en el disseny per a incrementar la reactivitat del reactor (el nombre de neutrons per fissió que continuen fissionant altres àtoms del combustible nuclear).
Concentracions relativament altes d'isòtops de xenó radioactius també es troben emanant de reactors nuclears a causa de l'alliberament d'aquest gas de fissió de barres de combustible esquerdades o de la fissió d'urani en aigües de refrigeració. Les concentracions d'aquests isòtops encara són baixes en comparació amb els gasos nobles radioactius com el 222Rn.
Com e xenó és un marcador per a dos isòtops pares, les ràtios d'isòtops de xenó en meteorits són una eina poderosa per estudiar la formació del sistema solar. El mètode I-Xe de datació dona un temps entre la nucleosíntesi i la condensació d'un objecte sòlid d'una nebulosa solar. Els isòtops de xenó també són rellevants per a entendre la diferenciació terrestre. L'excès de 129Xe trobat en gasos de diòxid de carboni de pous de Nou Mèxic es pensa que provenen de la desintegració del gasos derivats del mantell terrestre poc després de la formació de la Terra.

Massa atòmica estàndard: 131.293(6) u

## Taula
| Símbol del núclid | Z(p)                | N(n)                | massa isotòpica(u)  | període de semidesintegració | Espín nuclear | composició isotòpics representativa (fracció molar) | rang de variació natural (fracció molar) |
| Símbol del núclid | energia d'excitació | energia d'excitació | energia d'excitació | període de semidesintegració | Espín nuclear | composició isotòpics representativa (fracció molar) | rang de variació natural (fracció molar) |
| ----------------- | ------------------- | ------------------- | ------------------- | ---------------------------- | ------------- | --------------------------------------------------- | ---------------------------------------- |
| 110Xe             | 54                  | 56                  | 109.94428(14)       | 310(190) ms [105(+35-25) ms] | 0+            |                                                     |                                          |
| 111Xe             | 54                  | 57                  | 110.94160(33)#      | 740(200) ms                  | 5/2+#         |                                                     |                                          |
| 112Xe             | 54                  | 58                  | 111.93562(11)       | 2.7(8) s                     | 0+            |                                                     |                                          |
| 113Xe             | 54                  | 59                  | 112.93334(9)        | 2.74(8) s                    | (5/2+)#       |                                                     |                                          |
| 114Xe             | 54                  | 60                  | 113.927980(12)      | 10.0(4) s                    | 0+            |                                                     |                                          |
| 115Xe             | 54                  | 61                  | 114.926294(13)      | 18(4) s                      | (5/2+)        |                                                     |                                          |
| 116Xe             | 54                  | 62                  | 115.921581(14)      | 59(2) s                      | 0+            |                                                     |                                          |
| 117Xe             | 54                  | 63                  | 116.920359(11)      | 61(2) s                      | 5/2(+)        |                                                     |                                          |
| 118Xe             | 54                  | 64                  | 117.916179(11)      | 3.8(9) min                   | 0+            |                                                     |                                          |
| 119Xe             | 54                  | 65                  | 118.915411(11)      | 5.8(3) min                   | 5/2(+)        |                                                     |                                          |
| 120Xe             | 54                  | 66                  | 119.911784(13)      | 40(1) min                    | 0+            |                                                     |                                          |
| 121Xe             | 54                  | 67                  | 120.911462(12)      | 40.1(20) min                 | (5/2+)        |                                                     |                                          |
| 122Xe             | 54                  | 68                  | 121.908368(12)      | 20.1(1) h                    | 0+            |                                                     |                                          |
| 123Xe             | 54                  | 69                  | 122.908482(10)      | 2.08(2) h                    | 1/2+          |                                                     |                                          |
| 123mXe            | 185.18(22) keV      | 185.18(22) keV      | 185.18(22) keV      | 5.49(26) µs                  | 7/2(-)        |                                                     |                                          |
| 124Xe             | 54                  | 70                  | 123.905893(2)       | ESTABLE [>48E+15 a]          | 0+            | 0.000952(3)                                         |                                          |
| 125Xe             | 54                  | 71                  | 124.9063955(20)     | 16.9(2) h                    | 1/2(+)        |                                                     |                                          |
| 125m1Xe           | 252.60(14) keV      | 252.60(14) keV      | 252.60(14) keV      | 56.9(9) s                    | 9/2(-)        |                                                     |                                          |
| 125m2Xe           | 295.86(15) keV      | 295.86(15) keV      | 295.86(15) keV      | 0.14(3) µs                   | 7/2(+)        |                                                     |                                          |
| 126Xe             | 54                  | 72                  | 125.904274(7)       | ESTABLE                      | 0+            | 0.000890(2)                                         |                                          |
| 127Xe             | 54                  | 73                  | 126.905184(4)       | 36.345(3) d                  | 1/2+          |                                                     |                                          |
| 127mXe            | 297.10(8) keV       | 297.10(8) keV       | 297.10(8) keV       | 69.2(9) s                    | 9/2-          |                                                     |                                          |
| 128Xe             | 54                  | 74                  | 127.9035313(15)     | ESTABLE                      | 0+            | 0.019102(8)                                         |                                          |
| 129Xe             | 54                  | 75                  | 128.9047794(8)      | ESTABLE                      | 1/2+          | 0.264006(82)                                        |                                          |
| 129mXe            | 236.14(3) keV       | 236.14(3) keV       | 236.14(3) keV       | 8.88(2) d                    | 11/2-         |                                                     |                                          |
| 130Xe             | 54                  | 76                  | 129.9035080(8)      | ESTABLE                      | 0+            | 0.040710(13)                                        |                                          |
| 131Xe             | 54                  | 77                  | 130.9050824(10)     | ESTABLE                      | 3/2+          | 0.212324(30)                                        |                                          |
| 131mXe            | 163.930(8) keV      | 163.930(8) keV      | 163.930(8) keV      | 11.934(21) d                 | 11/2-         |                                                     |                                          |
| 132Xe             | 54                  | 78                  | 131.9041535(10)     | ESTABLE                      | 0+            | 0.269086(33)                                        |                                          |
| 132mXe            | 2752.27(17) keV     | 2752.27(17) keV     | 2752.27(17) keV     | 8.39(11) ms                  | (10+)         |                                                     |                                          |
| 133Xe             | 54                  | 79                  | 132.9059107(26)     | 5.2475(5) d                  | 3/2+          |                                                     |                                          |
| 133mXe            | 233.221(18) keV     | 233.221(18) keV     | 233.221(18) keV     | 2.19(1) d                    | 11/2-         |                                                     |                                          |
| 134Xe             | 54                  | 80                  | 133.9053945(9)      | ESTABLE (TDB) [>11E+15 a]    | 0+            | 0.104357(21)                                        |                                          |
| 134m1Xe           | 1965.5(5) keV       | 1965.5(5) keV       | 1965.5(5) keV       | 290(17) ms                   | 7-            |                                                     |                                          |
| 134m2Xe           | 3025.2(15) keV      | 3025.2(15) keV      | 3025.2(15) keV      | 5(1) µs                      | (10+)         |                                                     |                                          |
| 135Xe             | 54                  | 81                  | 134.907227(5)       | 9.14(2) h                    | 3/2+          |                                                     |                                          |
| 135mXe            | 526.551(13) keV     | 526.551(13) keV     | 526.551(13) keV     | 15.29(5) min                 | 11/2-         |                                                     |                                          |
| 136Xe             | 54                  | 82                  | 135.907219(8)       | ESTABLE (TDB) [>10E+21 a]    | 0+            | 0.088573(44)                                        |                                          |
| 136mXe            | 1891.703(14) keV    | 1891.703(14) keV    | 1891.703(14) keV    | 2.95(9) µs                   | 6+            |                                                     |                                          |
| 137Xe             | 54                  | 83                  | 136.911562(8)       | 3.818(13) min                | 7/2-          |                                                     |                                          |
| 138Xe             | 54                  | 84                  | 137.91395(5)        | 14.08(8) min                 | 0+            |                                                     |                                          |
| 139Xe             | 54                  | 85                  | 138.918793(22)      | 39.68(14) s                  | 3/2-          |                                                     |                                          |
| 140Xe             | 54                  | 86                  | 139.92164(7)        | 13.60(10) s                  | 0+            |                                                     |                                          |
| 141Xe             | 54                  | 87                  | 140.92665(10)       | 1.73(1) s                    | 5/2(-#)       |                                                     |                                          |
| 142Xe             | 54                  | 88                  | 141.92971(11)       | 1.22(2) s                    | 0+            |                                                     |                                          |
| 143Xe             | 54                  | 89                  | 142.93511(21)#      | 0.511(6) s                   | 5/2-          |                                                     |                                          |
| 144Xe             | 54                  | 90                  | 143.93851(32)#      | 0.388(7) s                   | 0+            |                                                     |                                          |
| 145Xe             | 54                  | 91                  | 144.94407(32)#      | 188(4) ms                    | (3/2-)#       |                                                     |                                          |
| 146Xe             | 54                  | 92                  | 145.94775(43)#      | 146(6) ms                    | 0+            |                                                     |                                          |
| 147Xe             | 54                  | 93                  | 146.95356(43)#      | 130(80) ms [0.10(+10-5) s]   | 3/2-#         |                                                     |                                          |